# Ушаковское сельское поселение (Омская область)
Ушаковское се́льское поселе́ние — муниципальное образование в Муромцевском районе Омской области Российской Федерации.
Административный центр — село Ушаково.

## История
Статус и границы сельского поселения установлены Законом Омской области от 30 июля 2004 года № 548-ОЗ «О границах и статусе муниципальных образований Омской области»

## Население
| 2010 | 2011 | 2012 | 2013 | 2014 | 2015 | 2016 |
| ---- | ---- | ---- | ---- | ---- | ---- | ---- |
| 449  | ↘447 | ↘410 | ↘384 | ↘379 | ↘363 | ↘353 |
| 2017 | 2018 | 2019 | 2020 | 2021 | 2023 |      |
| ↘343 | ↘332 | ↘315 | ↘304 | ↘230 | ↘219 |      |

## Состав сельского поселения
| № | Населённый пункт | Тип населённого пункта       | Население |
| - | ---------------- | ---------------------------- | --------- |
| 1 | Любимовка        | деревня                      | ↘14       |
| 2 | Самохвалово      | деревня                      | ↘91       |
| 3 | Ушаково          | село, административный центр | ↘276      |
| 4 | Чинянино         | деревня                      | ↘68       |